# Chun In-soo
Chun In-Soo, född 13 juli 1965, är en bågskytt från Sydkorea, som tog guldmedalj vid bågskyttetävlingarna i olympiska sommarspelen 1988.